# Rocas Waring
Las Rocas Waring (en inglés: Waring Rocks) (53°59′S 37°30′O / -53.983, -37.500) es un grupo de dos rocas puntiagudas ubicadas en el extremo occidental de Georgia del Sur, a unos 1,1 kilómetros al suroeste del cabo Paryadin. Fue cartografiado por el personal de Discovery Investigations en el 1963 para el marino Thomas J. Waring del HMS Owen, que investigó esta área en 1961.